# Michal Rakovan
Michal Rakovan (* 15. duben 1989 Strakonice) je český fotbalista, záložník. Působil v SK Dynamo České Budějovice nebo v pražském klubu FK Bohemians Praha. Po skončení profesionální kariéry hraje 1.A třídu za TJ Blatná.

## Kariéra
Michal Rakovan začínal s fotbalem v TJ Blatná, odkud jako 14letý přestoupil do SK Dynamo České Budějovice. V týmu se přes dorost a B-klub dostal až do prvního klubu, v němž působí od sezony 2009–2010. V ročníku 2011–2012 ale hostoval v FK Zenit Čáslav a jarní část sezony 2012/2013 stráví taktéž na hostování v FK Bohemians Praha.